# Hemigordius
Hemigordius es un género de foraminífero bentónico de la subfamilia Hemigordiopsinae, de la familia Hemigordiopsidae, de la superfamilia Cornuspiroidea, del suborden Miliolina y del orden Miliolida. Su especie tipo es Cornuspira schlumbergeri. Su rango cronoestratigráfico abarca desde el Viseense superior (Carbonífero inferior) hasta el Virgiliense (Carbonífero superior).

## Discusión
Algunas clasificaciones incluyen Hemigordius en la subfamilia Hemigordiinae de la familia Hemigordiidae.

## Clasificación
Se han descrito numerosas especies de Hemigordius. Entre las especies más interesantes o más conocidas destacan:
- Hemigordius schlumbergeri

Un listado completo de las especies descritas en el género Hemigordius puede verse en el siguiente anexo.
En Hemigordius se han considerado los siguientes subgéneros:
- Hemigordius (Hemigordiopsis), aceptado como género Hemigordiopsis
- Hemigordius (Midiella), también considerado como género Midiella
- Hemigordius (Okimuraites), también considerado como género Okimuraites